# Deli-Orman
Deli-Orman (en búlgar Лудогорието, Ludogorieto o Deliorman Делиорман; en turc Deliorman) és una regió històrica situada al nord-est de Bulgària i al sud de Romania. La denominació a Bulgària era popular i no oficial i el 1942 va ser canviada a Polesie, un nom que, emperò, no va tenir èxit; finalment es va optar per traduir al búlgar el nom turc: Ludogorie.
El nom deriva del turc i vol dir "bosc salvatge". Es creu que fou habitada per turcs que hi van emigrar abans de la conquesta otomana (segurament ja al segle xii) i que hi van viure fins al segle xx. Els turcs de la zona parlen un dialecte parent del gagaús de Besaràbia (avui a la República de Moldàvia), però aquí són generalment musulmans mentre els gagaus són cristians. Sota els otomans fou terra d'asil de tota mena de refugiats polítics i religiosos i encara entre els turcs es troba un percentatge alt de kizilbaxis (Caps Vermells) xiïtes.
Les ciutats principals de la regió són Ràzgrad, Pliska, Novi Pazar i Isperih.